# 田中新右衛門
田中 新右衛門（たなか しんえもん、生没年不詳）は、戦国時代後期の武将。長宗我部氏の家臣。
長宗我部家の一将として八流の戦いに従軍。長宗我部元親率いる本隊の第二陣において福留親政らと共に安芸家の猛将平野弥之助を討ち取る。これにより安芸勢は大いに恐れて総崩れとなり、長宗我部家の勝利を決定づけたとされる。
上記のような武功の一方、家中では剽軽な人柄で知られていたらしく、「臆病」の漢字を人に聞いたところ「ムネの病と書く（臆の和訓は「むね」)と教えられ、「なるほど、合戦の時に槍を取ると吐いてしまう者がいるのは、その胸の持病が出るからなのですな」と答えたというユーモラスなエピソードが伝えられている。